# 乌扎拉·萨拉春
乌扎拉·萨拉春（1885年—1960年），字锡纯，锡伯族，新疆察布查尔人，中国教育家。
1903年，萨拉春成为锡伯族第一批赴俄留学生。1909年回国后任惠远高等学校教员，1913年组织创办了尚学会并任会长。1924年任锡伯营领队。1926年任中华民国驻苏联阿拉木图代理领事，1929年底卸任回国，创办了“伊宁中俄学校”。1936年任驻安集延领事。1941年被盛世才逮捕入狱，1944年获释后回伊犁。1946年任锡伯文《自由之声报》（《察布查尔报》的前身）首任总编辑、锡伯教员训练班高级教师，还改革了锡伯文字母表并撰写了《锡伯族简史》。中华人民共和国成立后，出任新疆自治区政协常委。1960年逝世于伊宁。